# Чарънски каньон
Чарънският каньон или Шарънски каньон (на казахски: Шарын шатқалы) е каньон на река Чарън, на 200 км източно от Алмати, Казахстан, близо до границата с Китай. Около него се намира Национален парк Чарън, основан на 20 февруари 2004 г. на територията на окръзите Уйгур и Кеген в Алматинска област.
Дълъг е 154 км и на някои места е дълбок от 150 до 300 м. Чат е от северните склонове на планината Тяншан.
Една част, известна като „Долината на замъците“, е известна със своите чудати скални образувания. Чарънският каньон се смята за едно от най-красивите места в Казахстан.